# La sconfitta dello scapolo
La sconfitta dello scapolo (Elle et moi) è un film del 1952 diretto da Guy Lefranc.